# Potrk
Potrk este un sat din comuna Bijelo Polje, Muntenegru. Conform datelor de la recensământul din 2003, localitatea are 418 locuitori (la recensământul din 1991 erau 489 de locuitori).

## Demografie
În satul Potrk locuiesc 342 de persoane adulte, iar vârsta medie a populației este de 39,8 de ani (37,7 la bărbați și 42,5 la femei). În localitate sunt 115 gospodării, iar numărul mediu de membri în gospodărie este de 3,63.
Populația localității este foarte eterogenă.
|  |

| Demografie | Demografie | Demografie |
| An         | Locuitori  | Locuitori  |
| ---------- | ---------- | ---------- |
|            |            |            |
|            |            |            |
|            |            |            |
|            |            |            |
| 1948       | 732        |            |
| 1953       | 830        |            |
| 1961       | 888        |            |
| 1971       | 804        |            |
| 1981       | 631        |            |
| 1991       | 489        | 476        |
| 2003       | 438        | 418        |

| \| Componența etnică conform recensământului din 2003[2] \| Componența etnică conform recensământului din 2003[2] \| Componența etnică conform recensământului din 2003[2] \| Componența etnică conform recensământului din 2003[2] \| Componența etnică conform recensământului din 2003[2] \| \| ----------------------------------------------------- \| ----------------------------------------------------- \| ----------------------------------------------------- \| ----------------------------------------------------- \| ----------------------------------------------------- \| \| \| \| \| \| \| \| Sârbi \| Sârbi \| \| 256 \| 61,24% \| \| Muntenegreni \| Muntenegreni \| \| 146 \| 34,92% \| \| Musulmani \| Musulmani \| \| 1 \| 0,23% \| \| necunoscută \| necunoscută \| \| 5 \| 1,19% \| |              |  |     |        |
| Componența etnică conform recensământului din 2003 |              |  |     |        |
| |              |  |     |        |
| Sârbi | Sârbi        |  | 256 | 61,24% |
| Muntenegreni | Muntenegreni |  | 146 | 34,92% |
| Musulmani | Musulmani    |  | 1   | 0,23%  |
| necunoscută | necunoscută  |  | 5   | 1,19%  |